# Лебяжий (Минск)
Лебяжий (белор. — Лебядзіны) — микрорайон в составе Центрального района Минска. Новая многоэтажная застройка по соседству с районом Веснянка и рынком в Ждановичах.

## География
Лебяжий расположен в северо-западной части Минска, в Центральном районе. С северной стороны район граничит с зоной отдыха Дрозды, где находятся городские оборудованные пляжи, водоем, зелёная зона, аквапарк. С восточной стороны расположена «Минск-Арена», с западной — природный государственный и биологический заказник в границах города, где гнездится более 20 видов птиц и других представителей флоры и фауны, с южной стороны расположен Торговый центр «Ждановичи» и микрорайоны Каменная Горка и Масюковщина.
Микрорайон расположен в границах ул. Нарочанская — пр. Победителей — ул. Ратомская — ул. Камайская.
Важной особенностью микрорайона является объединение стилобатом, который создает четкую архитектурную линию и выделяет пешеходную зону.
Внутри микрорайона располагается деревня Ржавец. Формально деревня считается отдельным микрорайоном, но фактически это часть Лебяжьего. Застройщики масштабных многоэтажек, расположенных в деревне Ржавец, построили свои проекты для сохранения баланса между частным сектором и многоквартирными кварталами.

## Структура района
На сегодняшний день микрорайон состоит из трех основных частей: первая идет вдоль проспекта Победителей, вторая примыкает к бывшей деревне Ржавец, и третья — расположена между деревней и улицей Нарочанской.
Основные улицы:
- проспект Победителей (его часть);
- ул. Нарочанская;
- ул. Ржавецкая (территория бывшей деревни Ржавец);
- ул. Мястровская;
- ул. Ильянская;
- ул. Камайская.

- ул. Ратомская
- ул. Княгининская

А также:
- ул. Вилейская
- пер. Ржавецкий
- пер. Баторинский

В микрорайоне застройку представляют жилые комплексы "Лазурит", "Нарочанский", "Славянский", "Променад", "Софи", "Олимпик Парк", "Браславский", "D3".

## Застройка
- По нечетной стороне проспекта Победителей от жилого комплекса "D3" до жилого комплекса "Лазурит" построен ансамбль объединенных стилобатом домов. В 12-этажных домах расположены кафе, рестораны, медицинские клиники, спа-центры, парикмахерские и другие услуги.
- На углу проспекта Победителей и улицы Ратомской находится ЖК "D3". Это 3  28-этажные башни башни-близнецы. Следом  оригинальный ЖК "Браславский", а с четной стороны - спортивно-оздоровительный центр Олимпик Арена. Там Ратомская пересекается с улицей Мястровской и начинается квартал "Олимпик Парк", который примыкает к заказнику Лебяжий.
- Улица Мястровская начинается двумя 4-этажными домами, где размещаются кафе, небольшой магазин и барбершоп. Дальше справа находятся частные дома деревни Ржавец, а слева - 25-этажные башни. Жители микрорайона называют их "свечками".
- Улица Княгининская соединяет рынок "Ждановичи" с масштабными жилыми комплексами микрорайона. От нее начинается улица Ильянская, где начинается большой китайский квартал - "Променад". В него входит 4 25-этажные дома и 18  9- и 10-этажных. Далее - улица Камайская, где находятся школа и авторынок Ждановичи. Она упирается в улицу Климента Тимирязева.
- Улица Нарочанская начинается от проспекта Победителей. С одной стороны - 37-этажный ЖК "Лазурит", являющийся самым высоким зданием Беларуси, слева - Минск-Арена. Далее идут жилой комплекс "Нарочанский" и "Славянский".Заканчивается улица 2-й детской больницей, гостиницей "Славянской", гостиницей "Спорт-Тайм" и РНПЦ спорта.

## Образование
- Детские сады

1. Детский сад № 28;
2. Детский сад № 32;

- Школы

1. Средняя школа № 32;
2. Гимназия № 42

В границах микрорайона продолжается массовое строительство жилья и объектов культуры. Уже сегодня здесь располагаются:
- Гостиница «Славянская»
- Гостиница экономкласса «Спорт-Тайм»
- Продовольственный магазин «Евроопт»
- Продовольственный магазин «Санта, ранее Виталюр»
- Продовольственный магазин «Лебяжий»

Жители района активно пользуются услугами расположенного неподалеку аквапарка «Лебяжий» и «Минск-Арены», которая является крупнейшей в стране спортивной площадкой для проведения хоккейных матчей и зрелищных мероприятий.

## Общественный транспорт

### По Проспекту победителей

#### Автобус
- 44 — Станция Ждановичи — ДС Карастояновой
- 119с — Станция Ждановичи — Вокзал
- 136 — Оздоровительный центр Ждановичи — ДС Карастояновой

#### Маршрутное такси
- 1056 —ТЦ Ждановичи — ДС Чижовка-1
- 1119 — Ж/д станция Ждановичи — Степянка

### По улице Нарочанской

#### Автобус
- 1 — ДС Веснянка — Вокзал
- 76э -ТЦ Ждановичи - ДС Ангарская-4

#### Троллейбус
- 10 — ДС Малиновка-4 — ДС Веснянка

#### Маршрутное такси
- 1109 — ДС Шабаны — ТЦ Ждановичи
- 1073 — ДС Серова  — ТЦ Ждановичи
- 1097 — ДС Ангарская-4  — ТЦ Ждановичи

### Автобус
- 11 - ДС Веснянка - Маршала Лосика
- 76э -ТЦ Ждановичи - ДС Ангарская-4
- 130 - ТЦ Ждановичи - ДС Одоевского
- 151с -ТЦ Ждановичи - ДС Серебрянка

### Маршрутное такси
- 1051 — Комаровский рынок — Ж/д станция Ждановичи
- 1056 — ДС Чижовка-1  — ТЦ Ждановичи
- 1073 — ДС Серова  — ТЦ Ждановичи
- 1097 — ДС Ангарская-4  — ТЦ Ждановичи

### По улице Княгинской

#### Автобус
- 73 — ДС Серова  — Лебяжий (Улицы Княгининская. Камайская. Ратомская. Мястровская)
- 133 — ДС Карбышева — Лебяжий

#### Маршрутное такси
- 1056 — ДС Чижовка-1  — ТЦ Ждановичи

### По улице Ратомской

#### Автобус
- 73 - Лебяжий - ДС "Серова"
- 133 - Лебяжий - ДС Карбышева

#### Маршрутное такси
- 1056 - ТЦ Ждановичи - ДС Чижовка-1